# Skeletons from the Closet
Skeletons from the Closet (sottotitolo The Best of Grateful Dead) è la prima raccolta dei Grateful Dead che contiene il meglio della produzione del gruppo di San Francisco, più Mexicali Blues dall'album solista Ace del chitarrista Bob Weir.

## Tracce
1. Golden Road (To Unlimited Devotion) – 2:07 (Jerry Garcia, Phil Lesh, Bob Weir, Bill Kreutzmann, Ron "Pigpen" McKernan)
2. Truckin' – 5:09 (Garcia, Hunter, Lesh, Weir)
3. Rosemary – 1:58 (Garcia, Hunter)
4. Sugar Magnolia – 3:15 (Hunter, Weir)
5. St. Stephen – 4:26 (Garcia, Hunter, Lesh)
6. Uncle John's Band – 4:42 (Garcia, Hunter)
7. Casey Jones – 4:24 (Garcia, Hunter)
8. Mexicali Blues – 4:26 (Weir, John Perry Barlow)
9. Turn on Your Love Light – 6:30 (Malone, Scott)
10. One More Saturday Night – 4:45 (Weir)
11. Friend of the Devil – 4:45 (Dawson, Garcia, Hunter)

## Formazione
- Jerry Garcia - chitarra solista, chitarra acustica, voce
- Bob Weir - chitarra acustica, chitarra elettrica, voce
- Ron "Pigpen" McKernan - chitarra acustica, organo, percussioni, armonica, voce
- Phil Lesh - basso
- Mickey Hart - batteria
- Bill Kreutzmann - batteria
- Keith Godchaux - tastiere
- Donna Jean Godchaux - cori
- Tom Constanten - tastiere